# Shirine Boukli
Shirine Boukli, née le 24 janvier 1999 à Aramon, est une judokate française. Elle compte à son palmarès une médaille de bronze olympique, une médaille d'argent mondiale et quatre titres européens.

## Biographie

### Enfance et débuts
Fille de judoka, Shirine Boukli intègre à 4 ans le club de judo qu'a repris son oncle Kader Boukli à Aramon, dans le Gard. Elle s'y entraîne avec ses trois frères et trois cousins puis intègre l'Insep à 17 ans,.
Elle est étudiante à EM Lyon Business School et a le grade de second maître au sein de la Marine nationale,.

### Carrière
Shirine Boukli évolue dans la catégorie des moins de 48 kg. Elle remporte les Championnats de France de judo en 2018, le Tournoi de Düsseldorf en 2020 ainsi que la médaille d'or des Championnats d'Europe à Prague, en battant en finale la Serbe Andrea Stojadinov.
Le 17 février 2021, elle s'impose en finale des moins de 48 kg du tournoi Grand Chelem de Tel Aviv contre la double championne du monde ukrainienne Daria Bilodid par ippon. En concurrence avec Mélanie Clément pour l'obtention de la place française aux Jeux olympiques de Tokyo 2020, cette victoire de Boukli couplée à son titre européen lui permet de faire la différence et d'être retenue face à Clément, régulière dans ses résultats mais sans titres comparables. Lors des Jeux, Boukli est éliminée dès le premier tour. Le 29 avril 2022, elle remporte son deuxième titre aux Championnats d'Europe en battant la Portugaise Catarina Costa en finale.
Le 7 mai 2023, elle remporte la médaille d'argent aux Championnats du monde à Doha, s'inclinant en finale des moins de 48 kg face à la Japonaise Natsumi Tsunoda, tenante du titre. Le 3 novembre, elle remporte son troisième titre européen en dominant en finale Catarina Costa comme l'année précédente. Trois semaines plus tard, la Fédération française de judo annonce la sélection de Boukli pour les Jeux olympiques de 2024 disputés à Paris.
Elle gagne en février 2024 le Grand Chelem de Paris,. Elle est ensuite en mai médaillée de bronze au Grand Chelem d'Astana.
Engagée en moins de 48 kg aux Jeux olympiques d'été de 2024, elle bat en seizième de finale la Turque Tuğçe Beder par ippon et rencontre en huitième la Tunisienne Oumaima Bedioui dont elle dispose également par ippon au terme cette fois-ci du golden score. Elle affronte en quart de finale la triple championne du monde japonaise Natsumi Tsunoda et s'incline face à cette adversaire qu'elle n'a jamais battue durant sa carrière. En repêchage, elle bat la numéro 1 mondiale Assunta Scutto puis remporte le combat pour la médaille de bronze contre Laura Martinez Abelenda. Cette médaille est la première de l'équipe de France olympique à ces Jeux olympiques de Paris.
En février 2025, Boukli figure dans la sélection française annoncée en vue des championnats d'Europe et des championnats du monde. Le 23 avril, elle remporte son quatrième titre européen en dominant pour la troisième fois en finale Catarina Costa. Le 13 juin, aux championnats du monde, elle est battue en demi-finale par Assunta Scutto puis par Wakana Koga dans le combat pour la médaille de bronze.

## Palmarès

### Compétitions internationales
| Année | Compétition                     | Lieu        | Résultat | Catégorie         |
| ----- | ------------------------------- | ----------- | -------- | ----------------- |
| 2019  | Championnats d'Europe (Juniors) | Vantaa      | 2e       | Moins de 48 kg    |
| 2019  | Championnats du monde (Juniors) | Marrakech   | 2e       | Moins de 48 kg    |
| 2020  | Championnats d'Europe           | Prague      | 1re      | Moins de 48 kg    |
| 2022  | Championnats d'Europe           | Sofia       | 1re      | Moins de 48 kg    |
| 2023  | Championnats du monde           | Doha        | 2e       | Moins de 48 kg    |
| 2023  | Championnats d'Europe           | Montpellier | 1re      | Moins de 48 kg    |
| 2024  | Jeux olympiques                 | Paris       | 3e       | Moins de 48 kg    |
| 2024  | Jeux olympiques                 | Paris       | 1re      | Par équipes mixte |
| 2025  | Championnats d'Europe           | Podgorica   | 1re      | Moins de 48 kg    |

| Année | Compétition  | Lieu       | Résultat | Catégorie      |
| ----- | ------------ | ---------- | -------- | -------------- |
| 2020  | Grand Prix   | Tel Aviv   | 2e       | Moins de 48 kg |
| 2020  | Grand Chelem | Düsseldorf | 1re      | Moins de 48 kg |
| 2021  | Grand Chelem | Tel Aviv   | 1re      | Moins de 48 kg |
| 2021  | Grand Chelem | Abou Dabi  | 2e       | Moins de 48 kg |
| 2021  | Grand Chelem | Paris      | 3e       | Moins de 48 kg |
| 2022  | Grand Chelem | Tel Aviv   | 1re      | Moins de 48 kg |
| 2022  | Grand Chelem | Bakou      | 1re      | Moins de 48 kg |
| 2023  | Grand Chelem | Bakou      | 3e       | Moins de 48 kg |
| 2024  | Grand Chelem | Paris      | 1re      | Moins de 48 kg |
| 2024  | Grand Chelem | Astana     | 3e       | Moins de 48 kg |
| 2025  | Grand Chelem | Paris      | 2e       | Moins de 48 kg |
| 2025  | Grand Chelem | Tbilissi   | 3e       | Moins de 48 kg |

| Année | Compétition     | Lieu       | Résultat | Catégorie      |
| ----- | --------------- | ---------- | -------- | -------------- |
| 2017  | European Open   | Sofia      | 3e       | Moins de 48 kg |
| 2017  | European Cup    | Sarrebruck | 2e       | Moins de 48 kg |
| 2018  | European Open   | Glasgow    | 3e       | Moins de 48 kg |
| 2022  | Masters mondial | Jérusalem  | 1re      | Moins de 48 kg |

### Compétitions nationales
| Année | Compétition                    | Lieu     | Résultat | Catégorie      |
| ----- | ------------------------------ | -------- | -------- | -------------- |
| 2015  | Championnats de France Cadets  | Ceyrat   | 1re      | Moins de 44 kg |
| 2015  | Championnats de France Juniors | Lyon     | 1re      | Moins de 44 kg |
| 2016  | Championnats de France Juniors | Lyon     | 3e       | Moins de 48 kg |
| 2017  | Championnats de France Juniors | Paris    | 2e       | Moins de 48 kg |
| 2018  | Championnats de France Juniors | Villebon | 3e       | Moins de 48 kg |
| 2018  | Championnats de France 1re Div | Rouen    | 1re      | Moins de 48 kg |
| 2019  | Championnats de France Juniors | Villebon | 1re      | Moins de 48 kg |

## Médias
De 2021 à 2024, elle participe aux 4 saisons de la série-documentaire CHAMPION(S) sur France.TV qui suit son ascension jusqu'aux Jeux Olympiques de Paris 2024.
En 2024, France Télévisions lui consacre un documentaire "Shirine Boukli, phénomène judo" réalisé par Florent Bodin et Charlotte Altschul.

## Distinctions

### Décorations
Chevalier de la Légion d'honneur (décret du 23 septembre 2024)